# Ramón Dueñas Carrera
Ramón Dueñas Carrera (Santiago, Chile; 21 de octubre de 1800 - f. íb.; abril de 1879) fue un político y militar chileno.
A la caía del patriotismo en la Batalla de Rancagua (1814), su familia huyó primero a Mendoza, luego a Buenos Aires. Allí Inició su carrera militar en el bando patriota, a las órdenes de José de San Martín, formando parte del Ejército Libertador de Los Andes.
Participó en la Batalla de Cancha Rayada y de Maipú (1818). Sin embargo, su ímpetu de juventud le hizo no reconocer la autoridad de Bernardo O'Higgins, por admirar la figura heroica y familiar de José Miguel Carrera, tras cuyo ajusticiamiento en Mendoza, provocó que Ramón saliera de la carrera de armas y se marchase a Concepción.
En Concepción adhirió al pipiolismo y reingresó al Ejército, ahora bajo las órdenes del general Ramón Freire. Participó junto a él en la campaña contra los españoles de Chiloé (1826) y en la Guerra Civil (1830), donde perdieron los liberales y debió huir, esta vez más al sur, radicándose en la isla de Chiloé.
Colaboró con José María de la Cruz Prieto, en la revolución de 1851, que intentó evitar el triunfo de Manuel Montt. Elegido Diputado por Ancud (1855-1858), integró la Comisión permanente de Elecciones y Calificadora de Peticiones. 
El gobierno de José Joaquín Pérez Mascayano, le da el retiro con honores en 1865, pasando a ser secretario del Ministerio de Guerra y Marina por dos años, hasta retirarse de la vida pública.